# Difenidol
El difenidol es un fármaco que funciona como antagonista muscarínico usado en el ámbito médico como agente antiemético y antivertiginoso. Se vende en el mercado como genérico y de patente como Vontrol (Sanfer) o Biomitil (Bioresearch). Su uso actualmente se encuentra en Brasil y México, principalmente.

## Uso terapéutico
Aunque el mecanismo de acción del difenidol en el sistema vestibular no se ha esclarecido completamente, ejerce un efecto anticolinérgico debido a su interacción con los receptores de acetilcolina M1, M2, M3 y M4. Se usa para síntomas de náusea y vómito por inhibir la zona quimiorreceptora que controla estos efectos autónomos. Ejerce además un efecto antivertiginoso en forma directa sobre el aparato vestibular.[cita requerida]

## Efectos secundarios
Se sabe que el difenidol tiene efecto neurotóxico reversible, y causa sintomatología neurológica en dosis altas aproximadamente tres horas después de su ingesta, como alucinaciones visuales y auditivas, desorientación, confusión mental, adormecimiento, sobreestimulación, depresión, alteraciones del sueño, boca seca, irritación gastrointestinal, visión borrosa, rash cutáneo, malestar general y cefalea.[cita requerida]

## Ligas externas
- Usos frecuentes

- Datos: Q5279734